# Przemysław Staniszewski
Przemysław Konrad Staniszewski (ur. 4 grudnia 1981 w Łodzi) – polski samorządowiec, z wykształcenia prawnik, od 2014 prezydent Zgierza.

## Życiorys
Absolwent prawa na Wydziale Prawa i Administracji Uniwersytetu Łódzkiego, odbył również studia podyplomowe z zakresu zamówień publicznych. Pracował jako specjalista ds. prawnych w zgierskim przedsiębiorstwie wodociągów i kanalizacji, następnie od 2012 do 2014 był zastępcą prezydenta Zgierza.
W wyborach w 2014 jako bezpartyjny kandydat z ramienia Prawa i Sprawiedliwości ubiegał się o prezydenturę miasta, wygrywając w drugiej turze głosowania, w której pokonał dotychczas pełniącą tę funkcję Iwonę Wieczorek. W 2018 z powodzeniem ubiegał się o reelekcję jako kandydat niezależny, pokonując w drugiej turze głosowania kandydatkę Koalicji Obywatelskiej Agnieszkę Hanajczyk. W 2024 został wybrany na kolejną kadencję, ponownie wygrywając w drugiej turze.

## Odznaczenia
- Srebrny Krzyż Zasługi (2017)[5]
- Brązowy Medal za Zasługi dla Policji (2016)[6]